# Bohumil Kubišta

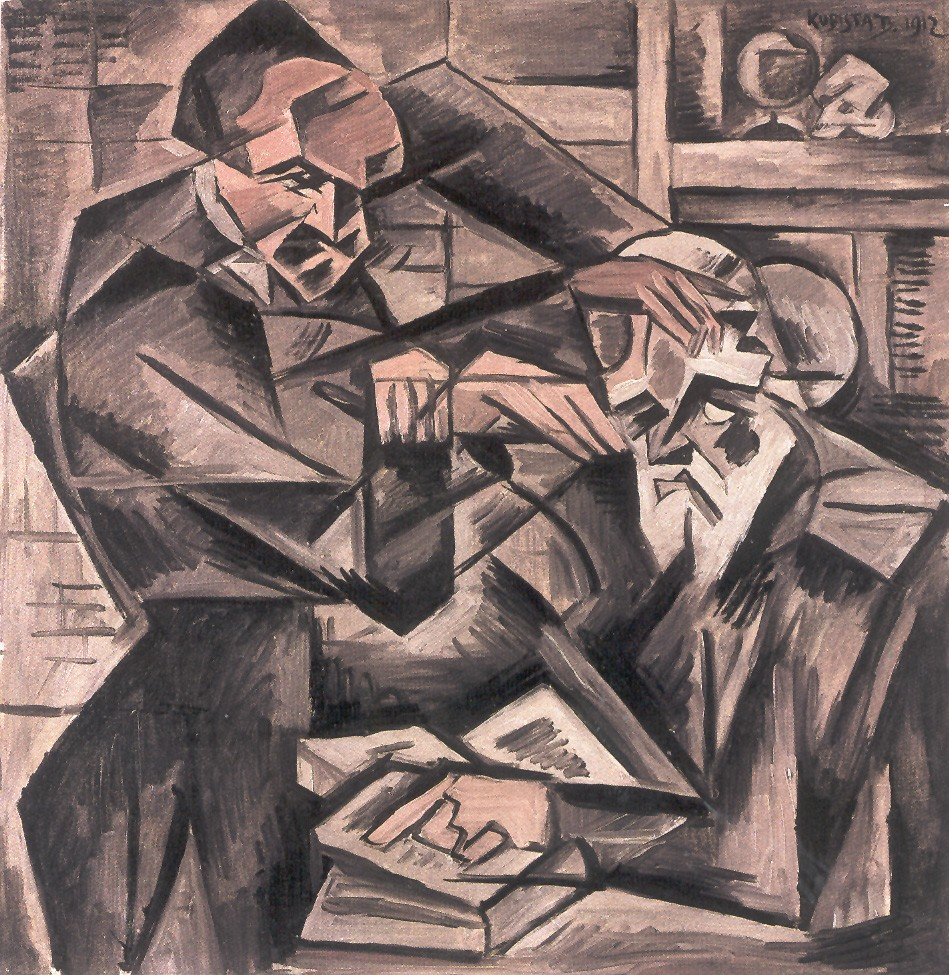
Hipnotizador (1912), Galerie výtvarných umění, Ostrava.

Bohumil Kubišta (Vlčkovice, 21 de agosto de 1884-Praga, 27 de noviembre de 1918) fue un pintor checo. Su obra estuvo a caballo entre el expresionismo y el cubismo. Influido por Van Gogh y Cézanne, fue miembro temporalmente del grupo expresionista alemán Die Brücke. De formación autodidacta e interesado por la filosofía y la óptica, estudió los colores y la construcción geométrica de la pintura. Junto con Emil Filla fundó el grupo artístico Osma en 1907. Su obra evolucionó desde 1911 a un estilo más influido por el cubismo. Murió durante la pandemia de la gripe de 1918.